# Årets väckarklocka
Årets väckarklocka är ett litteraturpris som utdelas av Elin Wägner-sällskapet sedan 1993 till enskild eller organisation som arbetar i Elin Wägners anda. Wägner gav 1941 ut boken Väckarklocka. Priset delas ut under Elin Wägner-sällskapets årliga höstseminarium på S:t Sigfrids folkhögskola i Växjö.

## Pristagare
- 1993 – Tidskriften Bang
- 1994 – Eva Moberg
- 1995 – Christina Doctare
- 1996 – Ingrid Segerstedt Wiberg
- 1997 – Stefan Edman
- 1998 – Birgitta Onsell
- 1999 – Anita Goldman
- 2000 – Bodil Jönsson
- 2001 – Barbro Dahlbom-Hall
- 2002 – Charlotte Permell
- 2003 – Yvonne Hirdman
- 2004 – Elsie Johansson
- 2005 – Birgitta Englin
- 2006 – Kerstin Stjärne
- 2007 – Lasse Berg
- 2008 – Gun-Britt Sundström
- 2009 – Organisationen Kvinna till Kvinna
- 2010 – Anders Linder
- 2011 – Stiftelsen Gapminder
- 2012 – Margot Wallström
- 2013 – Mats-Eric Nilsson
- 2014 – Svenska PEN
- 2015 – Ebba Witt-Brattström
- 2016 – Män för jämställdhet (ideell förening)
- 2017 – Heléne Lööw
- 2018 – GAPF, Glöm aldrig Pela och Fadime
- 2019 – Rädda Barnen
- 2020 – Greta Thunberg[1]
- 2021 – Nina Björk[1]
- 2022 – Göran Greider
- 2023 – Svenska Afghanistankommittén
- 2024 – Katarina Wennstam